# یان اومنیتسکی
یان اومنیتسکی (لهستانی: Jan Łomnicki؛ ۳۰ ژوئن ۱۹۲۹ – ۱۸ دسامبر ۲۰۰۲) یک کارگردان فیلم، فیلم‌نامه‌نویس اهل لهستان بود.
او دانش‌آموختهٔ مدرسه ملی فیلم ووچ بود و یکی از فیلم‌هایش در سال ۱۹۷۶ برندهٔ جایزهٔ جشنواره فیلم گدنیا شد.
از فیلم‌هایی که وی در آن‌ها نقش داشته است، می‌توان به خانه، لغزش، درست آن سوی این جنگل و یک پسر بد اشاره نمود.